# Alberto Pasquali
Alberto Pasquali (* 11. Juli 1937 in Bozen) ist ein italienischer Rechtsanwalt und Politiker. 

## Biographie
Pasqualis Vater Tito war ab 1926 faschistischer Amtspodestà von Eppan und später Rechtsanwalt in Bozen; seine Geschwister waren Franco und die spätere Senatorin Adriana Pasquali. Alberto Pasquali studierte Rechtswissenschaften und erlangte 1969 seine Zulassung als Anwalt. Er war Landessekretär des Partito Liberale Italiano (PLI), später der Bewegung I Liberali. Von 1985 bis 1986 vertrat er den PLI im Bozner Gemeinderat, von 1995 bis 1996 die gemeinsame Liste von Forza Italia, Centro Cristiano Democratico und Unione di Centro. 2000 trat er als Bürgermeisterkandidat der Casa delle Libertà gegen Amtsinhaber Giovanni Salghetti Drioli an, verlor aber die Stichwahl und verzichtete 2003 auch auf sein Gemeinderatsmandat, das er als Kandidat der Liste Bolzano Nuova erworben hatte.
Nachdem Michaela Biancofiore bei den italienischen Parlamentswahlen 2006 in die Abgeordnetenkammer gewählt worden war, rückte Pasquali an ihrer Stelle als Vertreter von Forza Italia in den Südtiroler Landtag und damit gleichzeitig den Regionalrat Trentino-Südtirol nach. Er wurde am 7. Juni 2006 vereidigt und nahm sein Mandat bis zum Ende der Legislaturperiode 2008 wahr.